# Kristy Wallace
Pour les articles homonymes, voir Wallace.
Kristy Wallace née le 3 janvier 1996 à Clayton, dans l'état de Victoria est une joueuse australienne de basket-ball qui joue en WNBA et en WNBL. Elle a remporté avec l'équipe d'Australie la médaille de bronze aux Jeux olympiques d'été de 2024, organisés à Paris.

## Biographie

### Carrière universitaire
Wallace a joué quatre saisons de basket-ball universitaire aux États-Unis pour les Bears de Baylor. Elle a été nommée dans l'équipe All-Freshman de la Big 12 en 2015 et dans la première équipe All-Big 12 en 2018.

### Carrière professionnelle
Wallace a été sélectionnée au deuxième tour de la draft WNBA 2018 par les Atlanta Dream. Elle a fait ses débuts en WNBA en 2022 avec Atlanta, jouant 29 matchs dont 18 comme titulaire. Le 13 janvier 2023, elle a été échangée aux Indiana Fever. Lors de la saison 2024 avec les Fever, Wallace a joué 26 matchs, dont 15 comme titulaire, avec des moyennes de 4,7 points, 1,8 rebonds et 1,7 passes décisives en 17,2 minutes par match.

### Équipe nationale
Wallace a représenté l'Australie dans six tournois internationaux différents. Elle a fait partie de l'équipe australienne qui a remporté la médaille de bronze aux Jeux olympiques d'été de 2024 à Paris.

## Statistiques

### États-Unis

#### WNBA
Saison régulière
| Leader de la ligue | Gras/Meilleures performances | [ 2 ] |

| Saison | Équipe  | MJ | M5 | Min  | %T   | %3   | %LF  | Rb  | PD  | Int | Ctr | BP  | F   | Pts |
| ------ | ------- | -- | -- | ---- | ---- | ---- | ---- | --- | --- | --- | --- | --- | --- | --- |
| 2022   | Atlanta | 29 | 18 | 20,8 | 40,7 | 36,8 | 78,6 | 2,3 | 2,2 | 0,6 | 0,2 | 1,5 | 2,0 | 6,6 |
| 2023   | Indiana | 37 | 9  | 19,7 | 40,1 | 43,5 | 75,0 | 2,2 | 1,9 | 0,6 | 0,2 | 1,3 | 1,7 | 6,6 |
| 2024   | Indiana | 26 | 15 | 17,2 | 40,2 | 29,3 | 66,7 | 1,8 | 1,7 | 0,7 | 0,2 | 0,7 | 1,1 | 4,7 |
| Total  | Total   | 92 | 42 | 19,3 | 40,3 | 37,4 | 75,0 | 2,2 | 1,9 | 0,6 | 0,2 | 1,2 | 1,6 | 6,1 |

Playoffs
| Leader de la ligue | Gras/Meilleures performances | [ 2 ] |

| Saison | Équipe  | MJ | M5 | Min | %T  | %3 | %LF | Rb  | PD  | Int | Ctr | BP  | F   | Pts |
| ------ | ------- | -- | -- | --- | --- | -- | --- | --- | --- | --- | --- | --- | --- | --- |
| 2024   | Indiana | 1  | 0  | 2,0 | 0,0 | -  | -   | 0,0 | 0,0 | 0,0 | 0,0 | 0,0 | 0,0 | 0,0 |
| Total  | Total   | 1  | 0  | 2,0 | 0,0 | -  | -   | 0,0 | 0,0 | 0,0 | 0,0 | 0,0 | 0,0 | 0,0 |

## Pour approfondir